# Macaca munzala
Macaca munzala е вид бозайник от семейство Коткоподобни маймуни (Cercopithecidae). Видът е застрашен от изчезване.

## Разпространение
Разпространен е в Индия (Аруначал Прадеш).